# Kanton Sète-2
Kanton Sète-2 (francouzsky Canton de Sète-2) je francouzský kanton v departementu Hérault v regionu Languedoc-Roussillon. Tvoří ho pouze část města Sète a jeho městské čtvrti Mont Saint Clair, L'Ile de Thau, Le Barrou, Le Pont-Levis, Les Quilles, Le Saunier a Les Plages.